# Trypolis

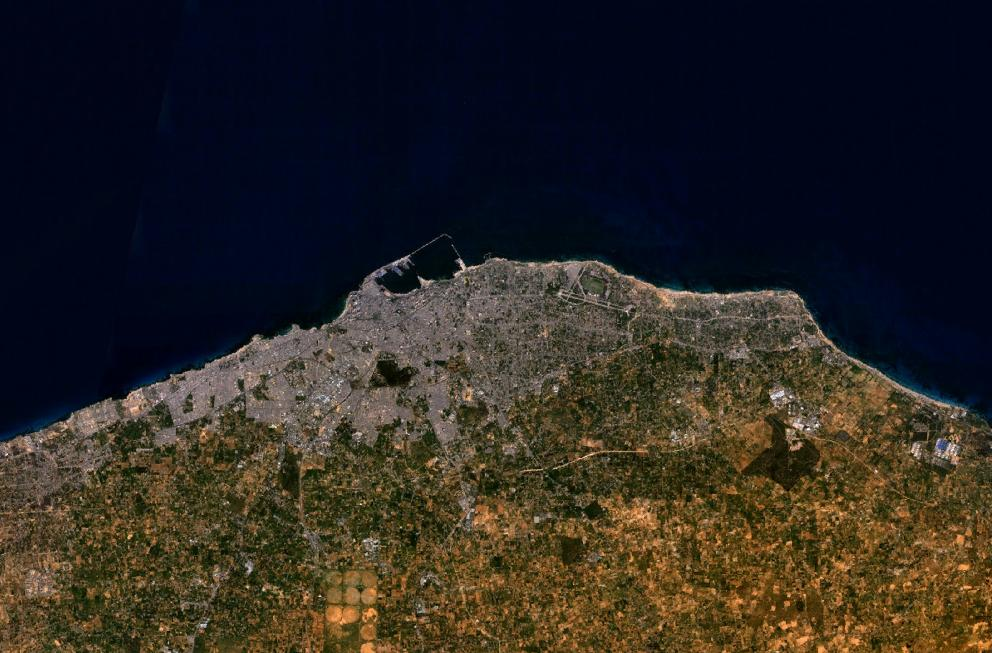
Zdjęcie satelitarne miasta

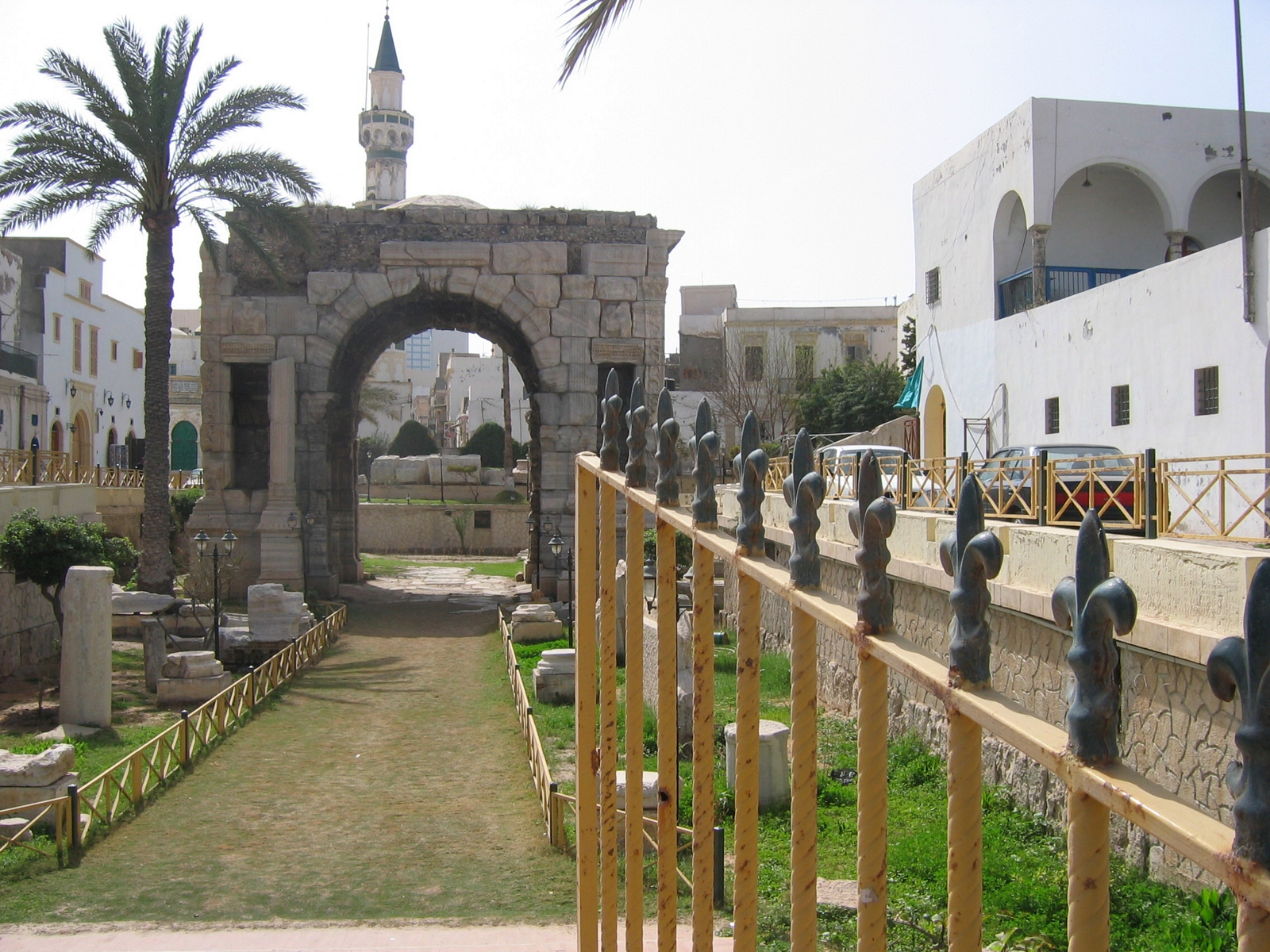
Łuk triumfalny Marka Aureliusza

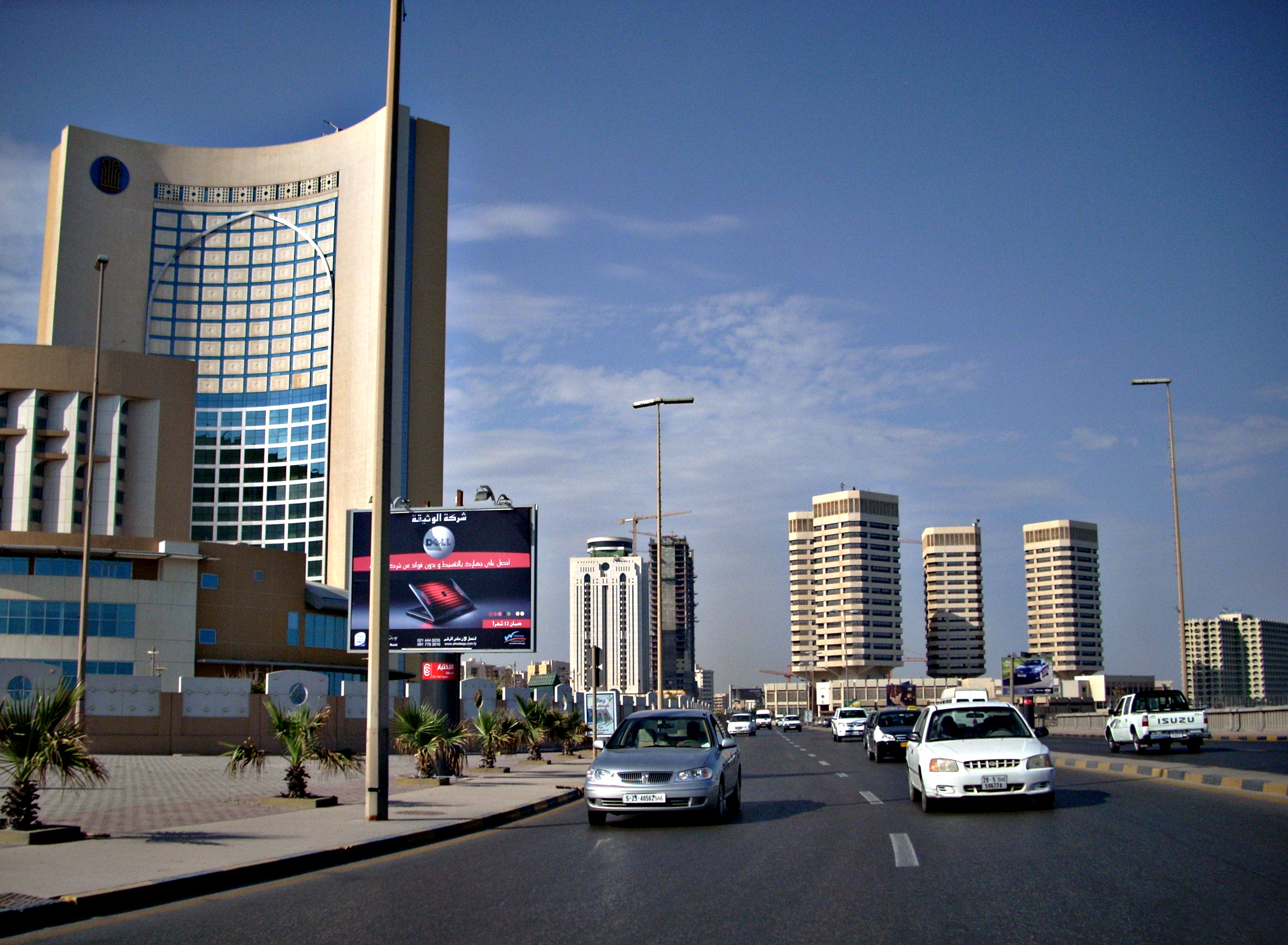
Nadmorska promenada Al Kurnish. Od lewej: 5* Hotel Corinthia, Al Fatah, 5* Hotel JW Marriott (w budowie), kompleks Datelimad, 3* Hotel Bab Al Bahr

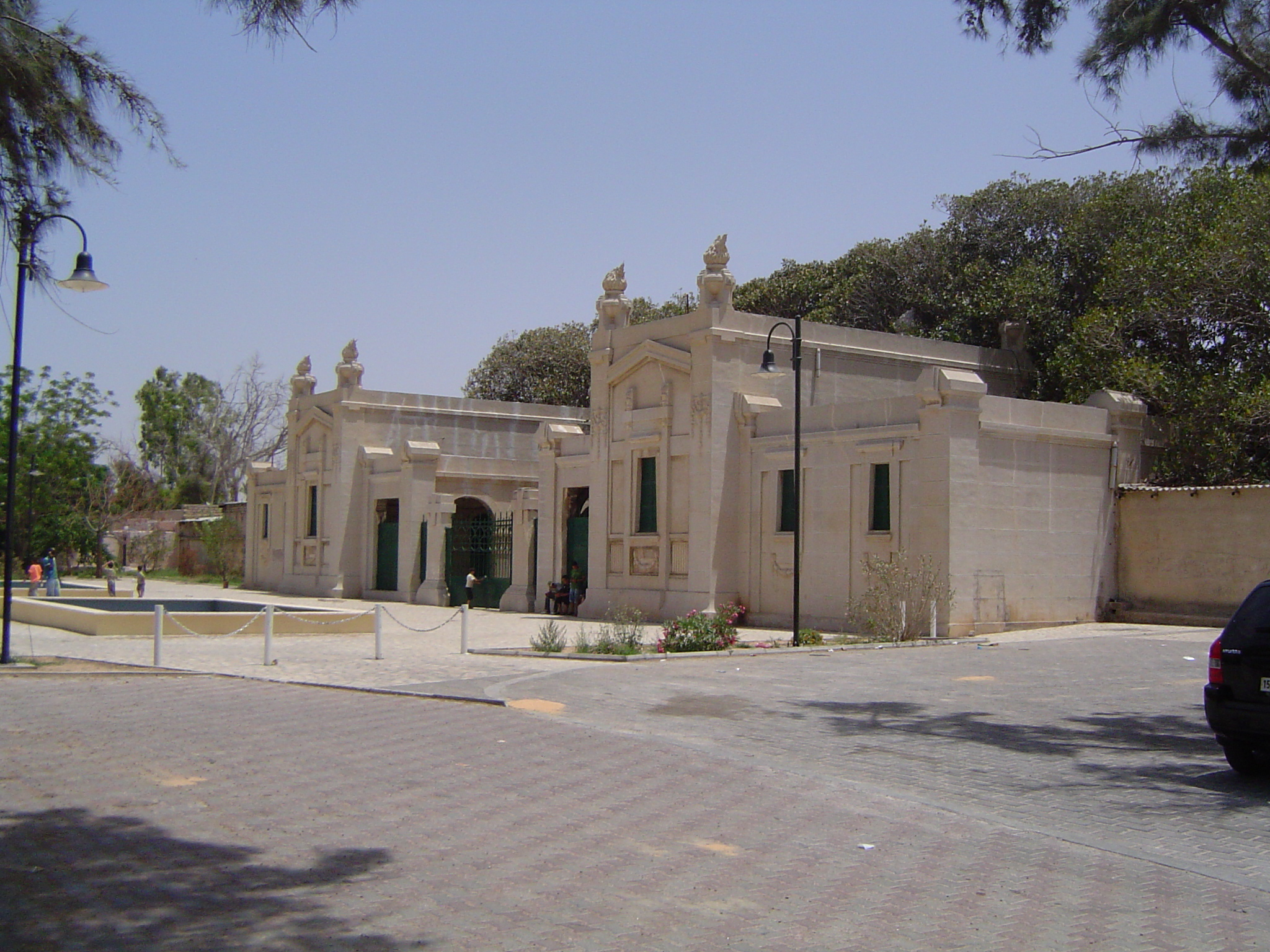
Cmentarz chrześcijański w Trypolisie

Trypolis (arab. ‏طرابلس‎, Ṭarābulus) – stolica i największe miasto Libii, położone w północno-zachodniej części kraju, w Trypolitanii, nad Morzem Śródziemnym.
Miasto liczy 2,2 mln mieszkańców (2011), podczas gdy w 1973 mieszkało tu ponad 481 tys. osób.
Trypolis to największe miasto kraju, a także główny port i ośrodek przemysłowy. Rozwinęły się tu takie gałęzie przemysłu jak  spożywczy, meblarski, włókienniczy, metalowy, gumowy (produkcja opon) i poligraficzny. Znajdują się tu także zakłady odsalania wody morskiej, montownie samochodów i rafineria ropy naftowej. Międzynarodowy port lotniczy ma regularne połączenia z takimi miastami jak Rzym, Tunis, Bengazi, Akra, Kano czy Brazzaville.
Miasto jest siedzibą założonego w 1973 roku uniwersytetu Al-Fatih. Dużą część miasta zajmują tereny archeologiczne.

## Geografia
Trypolis jest położony nad Morzem Śródziemnym. Klimat ma typowo śródziemnomorski: gorące, suche lata oraz ciepłe zimy. Opady deszczu są bardzo małe.

### Klimat
| Miesiąc                             | Sty  | Lut  | Mar  | Kwi  | Maj  | Cze  | Lip  | Sie  | Wrz  | Paź  | Lis  | Gru  | Roczna |
| ----------------------------------- | ---- | ---- | ---- | ---- | ---- | ---- | ---- | ---- | ---- | ---- | ---- | ---- | ------ |
| Średnie temperatury w dzień [°C]    | 16.0 | 17.2 | 19.5 | 22.3 | 24.3 | 27.5 | 29.4 | 29.9 | 29.4 | 26.8 | 22.6 | 17.9 | 23,6   |
| Średnie temperatury w nocy [°C]     | 8.4  | 9.4  | 11.3 | 13.8 | 16.3 | 19.7 | 21.8 | 22.4 | 21.6 | 18.6 | 14.1 | 9.8  | 15,6   |
| Opady [mm]                          | 73   | 42   | 24   | 11   | 5    | 1    | 0    | 1    | 10   | 37   | 65   | 94   | 362    |
| Wilgotność [%]                      | 65   | 64   | 64   | 63   | 63   | 62   | 65   | 66   | 67   | 67   | 65   | 66   | 65     |
| Źródło: wetterkontor.de (1961–1990) |      |      |      |      |      |      |      |      |      |      |      |      |        |

## Historia

### Starożytność, średniowiecze, czasy nowożytne
Miasto leżące na gruzach starożytnej Oei, zostało nazwane od trzech fenickich portów z VII w. p.n.e. – leżących na wybrzeżu Trypolitanii: Oea, Sabrata i Leptis Magna. Około III w. p.n.e. został stolicą Trypolitanii. Był on ważnym centrum handlowym. W 642-643 n.e. został zdobyty przez Arabów. W latach 1146–1160 przejściowo znajdował się w rękach Normanów z Sycylii.
Jako stolica wilajatu Trypolis (należącego do Imperium Osmańskiego) był ważnym centrum handlowym. Krzyżowały się tu drogi z najróżniejszych osad na Saharze (m.in. z Fazzanu, Ghadamisu i Ghatu).
W latach 1510–1530 miasto okupowali Hiszpanie, następnie, do 1551 joannici, którzy wnieśli wkład do fortyfikowania najstarszej części Trypolisu. W 1551 miasto zostało podbite przez Turków Osmańskich i włączone do Imperium Osmańskiego jako stolica paszałyku – regionu administracyjnego zarządzanego przez paszę. Stało się wtedy ważnym portem dla piratów siejących strach wśród chrześcijan.
W 1714 roku na tron wszedł pasza Ahmed Karamanli, który rozpoczął okres rządów dynastii Karamanli. Miasto było wtedy w zasadzie niezależne od Porty Osmańskiej do 1835 roku, kiedy Stambuł na nowo narzucił kontrolę Trypolisowi. To w tym okresie miasto zaczyna się stopniowo powiększać i powstają obiekty wznoszone poza obrębem murów najstarszej części miasta.

### XIX i XX wiek
W XIX wieku nastąpił wielki rozkwit piractwa w tym mieście. Panujący pasza w 1796 roku wystosował żądanie do USA. Chciał, za cenę 83 000 USD zabezpieczyć amerykańską flotę przed atakami ze strony piratów. Stany Zjednoczone nie zgodziły się na taki układ i wysłały wojska do miasta. Wojna trwała do 1803 roku. Amerykanie stracili dużo cennych okrętów wojskowych. Jednak pasza uległ i bez płacenia pieniędzy przez USA trzymał pieczę na bezpieczeństwem ich okrętów handlowych. 3 czerwca 1805 roku kolejny pasza zerwał pokój z USA, żądając 60 000 USD za uwolnienie amerykańskich ludzi. W 1815 Stany Zjednoczone znów okupywały miasto i pasza musiał ulec woli USA.
W latach 1842 i 1844 wybuchały liczne bunty przeciwko Turkom. Kiedy Francja rozpoczęła okupację Tunezji w 1881 Turcy znacznie powiększyli swoje wojska w Trypolisie.
W 1911 roku Włochy pod pretekstem ochrony swoich obywateli mieszkających w Trypolisie wypowiedziały wojnę Turcji i okupowały miasto. 1 października 1911 roku rozegrała się decydująca bitwa włosko-turecka, zakończona zwycięstwem Włochów.
Trypolis był kontrolowany przez Włochy do 1943 roku. Później nastąpiła okupacja brytyjska zakończona w 1951 roku niepodległością Libii.
15 kwietnia 1986 roku siły wojskowe USA zbombardowały miasto, gdyż rząd USA twierdził, że Libia wspiera terroryzm. W 2003 roku ONZ zniosła sankcje nałożone na Libię. Przyczyniło się to do wzrostu gospodarczego miasta i rozwoju portu.

## Zabytki
Liczne są zabytki z okresu rzymskiego. Do najbardziej znanych należy łuk triumfalny Marka Aureliusza. Ważnymi zabytkami są położone w najstarszej części miasta liczne meczety: An-Naka مسجد الناقة z XVII w., uważany za najstarszy w Trypolisie, Karamanli مسجد قرمانلي (XVIII w.), Gurdżi مسجد قرجي poł. XIX w.), czyli meczet Gruzina, ponieważ jego fundator pochodził z Gruzji. Na uwagę zasługuje cytadela, zwana As-saraj al-hamra (arab. "pałac czerwony" السراي الحمراء,  nazwana zapewne od koloru tynku) przy Placu Zielonym (As-saha al-chadra الساحة الخضراء), w której obecnie mieści się muzeum historii i historii naturalnej. Na uwagę zasługują także pozostałości domów, świątyni i murów obronnych.

## Religia w Trypolisie
Oprócz zdecydownej większości muzułmanów w mieście istnieją również małe grupy chrześcijan.

### Chrześcijaniew Trypolisie
W dzielnicy Ad-Dahra الضحرة, niedaleko centrum miasta, mieści się niewielki kościół rzymskokatolicki, pod wezwaniem św. Franciszka, w którym nabożeństwa odbywają się dla katolików wszystkich obrządków, po angielsku, włosku i arabsku. W parafii tej posługę duszpasterską odprawiają franciszkanie, których obecność w Trypolisie datuje się od co najmniej początku XVII w.; początkowo działali jako duszpasterze wśród jeńców chrześcijańskich, następnie wśród imigrantów z Włoch i Malty. Okazała katedra rzymskokatolicka przy Placu Algierskim w centrum Trypolisu, przypominająca okres kolonizacji włoskiej, obecnie służy za meczet. Jedyny biskup obsługuje społeczność włoską.
W Trypolisie istnieje również kilka małych wspólnot chrześcijańskich, składających się głównie lub wyłącznie z obcokrajowców. Koptyjski Kościół Ortodoksyjny jest największym i najbardziej historycznym chrześcijańskich kościołem w Libii, obsługuje  egipskich Koptów. Ma jeden kościół w Trypolisie (kościół św. Marka). Istnieją również małe wspólnoty prawosławne (Serbski Kościół Prawosławny, Rosyjski Kościół Prawosławny i małe grupy grekokatolików).
Wspólnoty anglikańskie, składające się głównie z afrykańskich imigrantów w Trypolisie, jako część anglikańskiej diecezji Egiptu. W stolicy jest jeden zbór. Działa tu mała grupa zielonoświątkowców w jednym z dwóch libijskich zborów. W Trypolisie działa także jedyny w Libii kościół baptystyczny.
Świadkowie Jehowy w mieście są obecni od 1950 roku; obecnie prowadzą obecnie działalność nielegalnie, a spotkania religijne odbywają się w mieszkaniach prywatnych. Ich liczba wynosi kilkadziesiąt osób, w tym wielu obcokrajowców, w jednym stołecznym zborze.

### Buddyzmw Trypolisie
Trypolis posiada największą liczbę buddystów ze wszystkich krajów Afryki Północnej. Jednakże nie istnieją tu żadne ich świątynie.
Grupa ta składa się z zagranicznych pracowników ze Sri Lanki, Korei i Chin.

## Miasta partnerskie
- Algier, Algieria
- Sarajewo, Bośnia i Hercegowina (Od 1976 r.)
- Belgrad, Serbia
- Belo Horizonte, Brazylia (Od 2003 r.)
- Madryt, Hiszpania